# Tatjana Owieczkina
Tatjana Nikołajewna Owieczkina, z domu Kabajewa (ros. Татьяна Николаевна Овечкина (Кабаева), ur. 19 marca 1950 w Moskwie, RFSRR) – rosyjska koszykarka i trenerka, reprezentantka ZSRR, dwukrotna złota medalistka olimpijska, mistrzyni świata i sześciokrotna złota medalistka mistrzostw Europy.

## Życiorys
Tatjana Kabajewa urodziła się w mordwińskiej rodzinie robotniczej. Jej ojciec Nikołaj był kierowcą, a matka Ewdokia pracowała w fabryce. Sport uprawiała od dzieciństwa na osiedlowych boiskach. W wieku siedmiu lat, w drodze powrotnej ze szkoły została potrącona przez samochód. Groziła jej amputacja prawej nogi, jednak po kilku operacjach udało się ją uratować i po ośmiu miesiącach opuściła szpital. Lekarze odradzali jej uczestnictwa w zajęciach gimnastycznych. Dzięki autorskiemu programowi rehabilitacji zaczęła wracać do sportu trenując m.in. taniec, koszykówkę i siatkówkę. Gdy miała 10 lat grała w młodzieżowej drużynie koszykówki Dinama Moskwa.

### Kariera sportowa
Została włączona do młodzieżowej reprezentacji Związku Radzieckiego, która zdobyła mistrzostwo Europy. Dwa lata przed ukończeniem szkoły sportowej 16-letnia Tatjana została zaproszona do pierwszego zespołu Dinama. Na kolejnych młodzieżowych mistrzostwach starego kontynentu Związek Radziecki ponownie tryumfował, a Kabajewa zdobyła nagrodę dla najlepszej rzucającej obrończyni.
W 1970 została powołana do pierwszej reprezentacji Związku Radzieckiego. Wraz z reprezentacją zdobyła złoto podczas mistrzostw Europy w Holandii. Po tym turnieju wyszła za mąż i urodziła dziecko. Kiedy jej syn skończył miesiąc, trener Dinama przekonał Tatianę do powrotu do gry. W następnych latach zdobyła jeszcze pięciokrotnie tytuł mistrzyni Europy (1972, 1974, 1976, 1978 i 1980) i mistrzyni świata w 1975.
Podczas Letnich Igrzysk Olimpijskich 1976 w Montrealu, pierwszych na których rozgrywano turniej w koszykówce kobiet, Owieczkina zagrała we wszystkich pięciu meczach, a reprezentacja ZSRR z kompletem zwycięstw zdobyła olimpijskie złoto. Sukces ten radzieckie koszykarki powtórzyły 4 lata później na igrzyskach w Moskwie. Owieczkina wystąpiła we wszystkich pięciu spotkaniach fazy grupowej i finale z Bułgarią. W historii koszykówki jest tylko pięciu sportowców, którzy mają tytuł dwukrotnego mistrza olimpijskiego.

### Kariera trenerska
W 1978 Owieczkina ukończyła Państwowy Centralny Instytut Kultury Fizycznej w Moskwie uzyskując kwalifikacje trenera. W 1984 rozpoczęła karierę trenerską od pracy w dziecięcej szkole sportowej. W 1990 zastąpiła swojego byłego trenera Jewgienija Gomelskiego, który postanowił zrezygnować z funkcji szkoleniowca kobiecej drużyny koszykówki Dinama. Wraz z mężem rozwiązała kwestie wsparcia materialnego dla zespołu i postawiła na szkolenie młodych zawodniczek. Niektóre z nich stały się częścią drużyny narodowej i zdobyły wiele tytułów mistrzowskich. Jej podopiecznymi były m.in. Jelena Szwajbowicz, Julija Skopa, Irina Rutkowska i Jelena Minajewa.
W 1998 po raz pierwszy zdobyła mistrzostwo kraju jako trener. Sukces ten powtórzyła jeszcze w następnym roku.

## Nagrody
Tatjana Owieczkina została wyróżniona tytułami Zasłużony Mistrz Sportu ZSRR w 1974 i Zasłużony Trener Rosji w 1998 oraz orderami „Znak Honoru” w 1976 za zwycięstwo na Igrzyskach Olimpijskich w Montrealu, Przyjaźni Narodów w 1980 za złoty medal na Igrzyskach Olimpijskich w Moskwie i Przyjaźni w 1998 na cześć 75-lecia istnienia Dinama. Jest nominowana do listy sław koszykówki FIBA Hall of Fame.

## Życie prywatne
Jej mężem jest Michaił Wiktorowicz Owieczkin, były szef kobiecej drużyny koszykówki Dinama. Mają dwóch synów, Michaiła (ur. 1972) i Aleksandra (ur. 1985). Ich młodszy syn jest hokeistą i na koszulce nosi numer 8, taki sam jak jego matka podczas kariery sportowej. Tatjana mieszka i pracuje w Moskwie.